# Enchodelus macrodorus
Enchodelus macrodorus är en rundmaskart. Enchodelus macrodorus ingår i släktet Enchodelus och familjen Dorylaimidae. Inga underarter finns listade i Catalogue of Life.